# Fast & Furious 6
Fast & Furious 6 (conegut també com a Fast Six o Furious 6) és una pel·lícula estatunidenca de l'any 2013, dirigida per Justin Lin i protagonitzada per Vin Diesel, Paul Walker, Michelle Rodríguez, Dwayne Johnson, Luke Evans i Jordana Brewster. És la sisena pel·lícula de la saga The Fast and the Furious.

## Argument
Després del seu reeixit cop a Rio de Janeiro, Dominic Toretto (Vin Diesel), Brian O'Conner (Paul Walker) i el seu equip s'han dispersat arreu del món: Dominic viu amb Elena (Elsa Pataky), la seva germana Mia (Jordana Brewster) viu amb Brian i el seu fill Jack a les Illes Canàries, Gisele (Gal Gadot) i Han (Sung Kang) han viatjat per molts països i ara es troben a Hong Kong, Tej (Ludacris) viu a Costa Rica i Roman (Tyrese Gibson) viu entre el luxe amb les seves dones.
El servei de Seguretat Diplomàtica (DSS), l'agent Luke Hobbs (Dwayne Johnson) i la seva companya Riley (Gina Carano) investiguen la destrucció d'un comboi militar rus per l'ex soldat de les forces especials britàniques Owen Shaw (Luke Evans) i el seu equip. Hobbs segueix la pista de Dominic i el convenç per ajudar a acabar amb Shaw després de mostrar una foto recent de Letty Ortiz (Michelle Rodríguez), ex novia de Dominic, qui es pensava que havia mort.Dominic reuneix al seu equip i accepten la missió a canvi d'una amnistia total per als crims del passat, el que els permetrà tornar a casa, als Estats Units. Mia i Elena es queden amb en Jack.
Un dels sequaços de Shaw porta l'equip al seu cau, però resulta ser un parany destinada a distreure'ls a ells hi ha la policia mentre que l'equip realitza un atracament en un altre lloc. Shaw fuig en cotxe, detonant el seu amagatall i eliminant la major part de la policia, deixant a Dominic, Brian, Roman, Tej, Han, Gisele, Hobbs i Riley perseguint-lo. Letty arriba per ajudar a Shaw, i li dispara a Dominic sense dubtar-ho abans d'escapar-se. De tornada a la seva seu, Hobbs li diu a l'equip de Dominic que Shaw vol robar components per crear un dispositiu d'ombra Nocturna que pot desactivar el poder a tot un país, sinó que té la intenció de vendre'l al millor comprador. Mentrestant, la investigació de Shaw en l'equip contrari revela la relació de Letty amb Dominic, però es va revelar que patia d'amnèsia. L'equip de Dominic investiga un subordinat de Shaw qui revela la connexió d'ell amb Arturo Braga, un cap de la droga empresonat per Brian. Brian torna als Estats Units com a presoner per accedir a Braga, que revela com Letty sobreviu a l'explosió que es creu que l'havia matat; Shaw va intentar acabar amb ella, però es va assabentar de la seva amnèsia i va pensar que la podria utilitzar en el seu benefici.
Ajudat per un ex-aliat a l'FBI, Brian és alliberat de la presó. A Londres, Dominic desafia Letty en una competició de carreres de carrer, i després de guanyar-li li retorna el seu collaret que havia guardat. Tej rastreja el següent atac de Shaw a una base militar de l'OTAN. El seu equip assalta un comboi militar que porta un xip per completar el dispositiu d'Ombra Nocturna. L'equip de Dominic interfereix, destrueix el comboi mentre Shaw, acompanyat per Letty, s'apodera d'un tanc i comença a destruir els cotxes a la carretera. Brian i Roman van aconseguir capgirar el dipòsit; Letty es llança des del tanc i Dominic arrisca la seva vida per salvar-la de caure i morir. Shaw i els seus homes són capturats, però ell revela que ell ha segrestat a Mia. La tripulació es va veure obligada a alliberar Shaw i Riley (revelant que estava treballant per Shaw) se'n va amb ell. Letty decideix romandre amb Dom Shaw i la seva tripulació tracten d'escapar en un gran avió mentre està en moviment en una pista mentre equip de Dominic el persegueix.
Dominic, Letty, Brian, i Hobbs es pugen a bord de la nau;. Mentrestant Dom tracta de recuperar els xips. Shaw intervé començant així una baralla entre els dos, mentre Hobbs puja Brian li pega un cop de puny a Shaw obrint pas davant Mia però no obstant això Klaus l'agafa pel cap i el colpeja, mentres Mia s'escapa, Brian li pega un cop de puny a Klaus, deixant-lo una mica ferit, i llavors aconseguix junt a la Mia un auto de l'avió, sortint lliures. Mentre Dom i Shaw segueixen lluitant, Klaus va a ajudar a Shaw agafant a Dom i empenyent-lo contra a unes caixes la qual cosa el fereix, quan Klaus es disposa a atacar Dom, Hobbs apareix donant-li un cop de puny a la cara, ara Dom s'encarrega de barallar-se amb Shaw mentre Hobbs i Klaus protagonitzen una altra baralla, Klaus fereix a Hobbs però aquest aconsegueix agafar-lo molt fort de la cara i distraient-lo prou perquè Dom llanci brutalment a Shaw contra unes caixes, klaus s'allibera, empenyent a Hobbs a la camioneta, però Dom aprofita per agafar-li les cames, elevant-lo prou perquè llavors Hobbs puja a la camioneta, salta i aconsegueix donar-li un massiu cop al coll a Klaus matant-lo instantàniament
L'avió intenta enlairar-se però es manté pressionat per l'excés de pes dels cotxes de Han i Gisele, Roman i Tej, Brian i Mia. Gisele se sacrifica per salvar Han d'un aliat de Shaw. Letty mata Riley i tant ella com Hobbs salten a una camioneta, però Dominic es queda perseguint Shaw i el xip. Shaw cau a través de la finestra d'un cotxe en l'enfrontament amb Dominic, des de l'avió que s'estavella contra el terra; Dom impulsa un dels cotxes restants a través del morro de l'avió i es reuneix amb el seu equip, donant el xip a Hobbs per assegurar la seva amnistia.
Al final, Dominic i el seu equip tornen als Estats Units. Hobbs i Elena (que ara treballa amb Hobbs) arriben per confirmar que tots estan nets (sense antecedents), Elena accepta que Dominic ha elegit Letty en lloc de a ella. L'equip de Dominic es reuneix, Dominic pregunta a Letty que si la trobada li sembla familiar, ella respon que no, però que se sent com a casa.
En una escena post-crèdits, mentre Han està sent perseguit a Tòquio per Takashi, membre dels yacuza, un misteriós home segueix la persecució des d'un altre punt de la ciutat. En arribar a un revolt, aquest xoca contra Han, assassinant-lo. L'assassí és el germà gran d'Owen, Ian Shaw.
Aquesta pel·lícula uneix totes les anteriors entregues amb el tercer film de la saga, "Tòquio Drift".

## Personatges
- Vin Diesel com a Dominic "Dom" Toretto
- Paul Walker com a Brian O'Conner
- Dwayne Johnson com a Agente Luke Hobbs
- Michelle Rodríguez com a Leticia "Letty" Ortiz
- Jordana Brewster com a Mia Toretto
- Tyrese Gibson com a Roman "Rome" Pearce
- Sung Kang com a Han Lue
- Chris Bridges com a Tej Parker
- Gal Gadot com a Gisele Yashar
- Gina Carano com a Agente Riley Hicks
- Shea Whigham com a Agente Ben Stasiak
- Luke Evans com a Owen Shaw
- John Ortiz com a Arturo Braga
- Elsa Pataky com a Agente Elena Neves
- Clara Paget com a "Team Shaw" Vegh
- Joe Taslim com a "Team Shaw" Jah
- Kim Kold com a "Team Shaw" Klaus
- Matthew Stirling com a "Team Shaw" Oakes
- Benjamin Davies com a "Team Shaw" Adolfson
- David Ajala com a "Team Shaw" Ivory
- Samuel M. Stewart com a "Team Shaw" Denlinger
- Thure Lindhardt com a "Team Shaw" Firuz
- Jason Statham com a Ian Shaw

## Cotxes protagonistes
Aquesta saga és un referent per als amants del món del motor, pels models de cotxes que apareixen en les pel·lícules. En aquesta pel·lícula els models que condueixen els personatges protagonistes són:
- Dodge Challenger SRT-8 '12 (Toretto)
- Nissan GT-R (Brian)
- Rèplica Ferrari FXX (Tej)
- Navistar MXT (derivat de l'International MXT-MV) (Agent Luke Hobbs)
- BMW M5 '10 (Brian, Toretto, Tej i Roman)
- Jensen Interceptor '73 (Letty)
- Range Rover Sport (equip de Owen Shaw)
- Ford Escort RS2000 '70 (Brian O'Conner)
- Mazda RX-7 (Gisele)
- Ford Mustang Boss 429 (Roman)
- Lucra Lister (Tej)
- Chevrolet Camaro SS '67
- Eagle Speedster
- Aston Martin Vanquish (Owen Shaw)
- Alfa Romeo Giulietta '10 (Brian & Mia)
- Nissan GT-R de BenSopra (Brian)
- Chevrolet Camaro Z28
- Lamborghini Gallardo Superlegera
- Dodge Charger Daytona 1970 (Toretto)
- Dodge Charger SRT-8 '12 (Toretto)
- Mazda RX-7 Veilside (Han)
- Mitsubishi Evo IX (Sean)
- Nissan 350Z (Takashi)
- Mercedes Benz S-Klasse (Ian Shaw)
- Superbird (Toretto)

## Banda sonora[3]
| Núm. | Títol                                                                              | Performer(s)              | Durada |
| ---- | ---------------------------------------------------------------------------------- | ------------------------- | ------ |
| 1.   | «How We Roll (Fast Five Remix)» (featuring. J-doe, Reek da Villian & Busta Rhymes) | Don Omar                  | 4:09   |
| 2.   | «Desabafo/Deixa Eu Dizer»                                                          | Marcelo D2 i Claudia      | 2:56   |
| 3.   | «Assembling the Team»                                                              | Brian Tyler               | 3:35   |
| 4.   | «L. Gelada-3 Da Madrugada»                                                         | MV Bill                   | 7:20   |
| 5.   | «Carlito Marron»                                                                   | Carlinhos Brown           | 4:07   |
| 6.   | «Han Drifting»                                                                     | Hybrid                    | 1:56   |
| 7.   | «Million Dollar Race»                                                              | Edu K i Hybrid            | 2:24   |
| 8.   | «Mad Skills»                                                                       | Brian Tyler               | 3:51   |
| 9.   | «Batalha»                                                                          | ObandO                    | 4:16   |
| 10.  | «Danza Kuduro» (featuring. Lucenzo)                                                | Don Omar                  | 3:19   |
| 11.  | «Follow Me Follow Me (Quem Que Caguetou?) (Fast 5 Hybrid Remix)»                   | Tejo, Black Alien & Speed | 3:07   |
| 12.  | «Fast Five Suite»                                                                  | Brian Tyler               | 5:43   |
| 13.  | «Furiously Dangerous» (featuring. Slaughterhouse i Claret Jai)                     | Ludacris                  | 4:04   |